# Ukraińska Partia Socjalistów-Niepodległościowców
Ukraińska Partia Socjalistów-Niepodległościowców, ukr. Українська партія соціалістів-самостійників (UPSS) – ukraińska partia polityczna, założona w Kijowie 30 grudnia 1917.
Domagała się szybkiego ogłoszenia niepodległości Ukrainy, głosiła program socjalistyczny („ziemia dla chłopów, fabryki dla robotników”). W 1918 wydawała czasopismo "Samostijnyk”.
W czasie rządów Centralnej Rady UPSS działała w opozycji, krytykując program rolny i liberalne nastawienie do mniejszości narodowych.
W czasie rządów Hetmanatu krytykowała jego politykę, należała do inicjatorów utworzenia w maju 1918 Ukraińskiego Związku Narodowo-Państwowego, uczestniczyła w pracach Ukraińskiego Związku Narodowego, posiadała swojego przedstawiciela (Opanas Andrijewśkyj) w Dyrektoriacie URL.
Za rządów Dyrektoriatu UPSS uczestniczyła w rządach Wołodymyra Czechiwskiego (M. Biłymśkyj, Iwan Łypa, O. Oseckyj, D. Symoniw) oraz Serhija Ostapenko (M. Biłynśkyj, Ołeksandr Szapował, D. Symoniw, I. Łypa). W czasie rządów Borysa Martosa, UPSS została odsunięta od udziału w rządzie. Niezadowolona z jego polityki razem z atamanem Wołodymyrem Oskiłko i narodowymi republikanami (Jewhen Archipienko) zorganizowała 29 kwietnia 1919 nieudany przewrót w Równem.
UPSS odnowiła swoją działalność na emigracji w Wiedniu, w 1922 zmieniła nazwę na Ukraińska Partia Narodowa. Próbowała prowadzić działalność na Wołyniu (pod przewodnictwem Wołodymyra Oskiłko), w latach 1923-1925 wydawała w Równem swój organ „Dzwin”.
Głównymi działaczami partii byli: O. Makarenko, P. Makarenko, I. Łucenko, Opanas Andrijewśkyj, I. Łypa, Petro Bołboczan.
Partia ta była nieliczna i nie odgrywała dużej roli w życiu politycznym.